# Хлорид серебра(I)
Хлори́д серебра́(I) (хло́ристое серебро́, химическая формула — AgCl) — неорганическая бинарная серебряная соль соляной кислоты. 
В нормальных условиях, хлорид серебра — это белый порошок или бесцветные кристаллы. 
Встречается в природе в виде минерала хлораргирита.

## Молекулярная и кристаллическая структура
Хлорид серебра имеет следующий элементный состав: Серебро (Ag) — 75,26 %, хлор (Cl) — 24,74 %. Атом серебра в молекуле находится в состоянии sp3d2-гибридизации.
Энергия разрыва связи в соединении (Есв.): 313 кДж/моль, длина связи Ag—Cl: 0,228 нм.
Кристаллы AgCl принадлежат к кубической сингонии, структура типа NaCl, пространственная группа Fm3m, параметры элементарной ячейки a = 0,5549 нм, Z = 4.
Центральный атом образует с соседями октаэдр, координационное число равно 6.
В газовой фазе хлорид серебра существует в форме мономера, димера и тримера.

## Физические свойства
Хлорид серебра — белое или бесцветное вещество, плавящееся и кипящее без разложения. В расплавленном состоянии имеет жёлто-коричневый цвет. Застывая, расплав образует полупрозрачную массу, называемую в обиходе «роговое серебро».
Хлорид серебра чрезвычайно мало растворим в воде: при 25 °C произведение растворимости (ПР) составляет 1,77⋅10−10. С повышением температуры растворимость соединения повышается: при 100 °C ПР = 2,81⋅10−8. Нерастворим в минеральных кислотах, этиловом и метиловом спиртах, ацетоне. Растворим в водных растворах аммиака, цианидов, роданидов и тиосульфатов щелочных металлов; пиридине и жидком аммиаке.
Из-за образования комплексных соединений хлорид серебра заметно растворим в концентрированной соляной кислоте и растворах хлоридов.
Термодинамические константы:
- стандартная энтальпия образования, ΔH°298: −127 кДж/моль[14];
- Стандартная энтропия, S°298: 96 Дж/(моль·K)[14];
- Стандартная энергия Гиббса, ΔG°298: −110 кДж/моль[14].
- Стандартная мольная теплоемкость, Cp°298: 50,79 Дж/(моль·K)[5];
- Энтальпия плавления, ΔHпл: 13,2 кДж/моль [5];
- Энтальпия кипения, ΔHкип: 184 кДж/моль [5].

Зависимость давления насыщенного пара (P, в барах) для соединения в диапазоне температур (T) от 1185 до 1837 K выражается следующим уравнением:
{\displaystyle \log _{10}P=4{,}95155-{\frac {8775{,}980}{T-62{,}718}}.}

## Химические свойства
- Разлагается при комнатной температуре под действием света:

{\displaystyle {\ce {2AgCl->[hv] 2Ag + Cl2}}}
- Образует с гидратом аммиака, тиосульфатами и цианидами щелочных металлов растворимые комплексные соединения:

{\displaystyle {\mathsf {AgCl+2NH_{3}\cdot H_{2}O=[Ag(NH_{3})_{2}]Cl+2H_{2}O}}}
{\displaystyle {\mathsf {AgCl+2Na_{2}SO_{3}S=Na_{3}[Ag(SO_{3}S)_{2}]+NaCl}}}
{\displaystyle {\mathsf {AgCl+2KCN=K[Ag(CN)_{2}]+KCl}}}
- Вступает в окислительно-восстановительные реакции, восстанавливаясь до металлического серебра[16]:

{\displaystyle {\mathsf {4AgCl+2BaO\ {\xrightarrow {>324\ ^{o}C}}\ 2BaCl_{2}+4Ag+O_{2}}}}
{\displaystyle {\mathsf {2AgCl+Zn=ZnCl_{2}+2Ag\downarrow }}}
{\displaystyle {\mathsf {2AgCl+2KOH+H_{2}O_{2}=2KCl+2Ag\downarrow +O_{2}\uparrow +2H_{2}O}}}
Окислительные свойства хлорида серебра используется для извлечения металла из серебросодержащих отходов:[стр. 233]: :
{\displaystyle {\mathsf {4AgCl+2Na_{2}CO_{3}\ {\xrightarrow {850-900\ ^{o}C}}\ 4NaCl+4Ag+2CO_{2}+O_{2}}}}
{\displaystyle {\mathsf {4AgCl+CH_{2}O+6NaOH=4Ag\downarrow +Na_{2}CO_{3}+4NaCl+4H_{2}O}}}
- Растворяется в концентрированных растворах хлоридов и соляной кислоты, образуя комплексы:

{\displaystyle {\mathsf {AgCl+Cl^{-}=[AgCl_{2}]^{-}}}}
- Медленно реагирует с концентрированной серной кислотой при кипячении[18]:

{\displaystyle {\mathsf {2AgCl+H_{2}SO_{4}=Ag_{2}SO_{4}+2HCl\uparrow }}}
- В растворах жидкого аммиака из-за растворимости в нём соли можно провести обменные реакции, недоступные в водных растворах[19]:

{\displaystyle {\mathsf {2AgCl+Ba(NO_{3})_{2}\ {\xrightarrow {NH_{3}}}\ BaCl_{2}\downarrow +2AgNO_{3}}}}

## Получение
Хлорид серебра образуется в виде белого осадка при взаимодействии растворимых солей серебра, обычно — нитрата, с хлоридами (данная реакция является качественной на хлорид-анионы):
{\displaystyle {\mathsf {Ag^{+}+Cl^{-}=AgCl\downarrow }}}
{\displaystyle {\mathsf {AlCl_{3}+3AgNO_{3}=3AgCl+Al(NO_{3})_{3}}}}

## Применение
- Светочувствительный компонент фотографических эмульсий различных фотографических материалов;
- Компонент электродов химических источников тока на основе систем Ag/AgCl/Cl−;
- Компонент электропроводящих стёкол;
- Материал для линз в ИК-спектроскопии[20];
- Промежуточный продукт, образующийся при извлечении серебра из сульфидной руды[17]:[с. 167]:

{\displaystyle {\mathsf {Ag_{2}S+2NaCl+2O_{2}\ {\xrightarrow {600~^{\circ }C}}\ 2AgCl+Na_{2}SO_{4}}}}
- Реагент для получения сереброорганических соединений:

{\displaystyle {\mathsf {AgCl+R{-}MgBr=R{-}Ag+MgBrCl}}}
- Входит в состав антимикробных композиций на основе ионов серебра.

## Безопасность
Соединение может вызвать раздражающий эффект при контакте с кожей и слизистыми оболочками. 